# Kościół św. Antoniego z Padwy w Chorzowie
Kościół Świętego Antoniego z Padwy w Chorzowie – rzymskokatolicki kościół parafialny w Chorzowie, w województwie śląskim. Należy do dekanatu Chorzów archidiecezji katowickiej. Mieści się przy ulicy Kopernika.

## Historia
Głównym orędownikiem budowy świątyni pod wezwaniem świętego Antoniego był ówczesny proboszcz parafii św. Jadwigi ks. Jan Gajda. Świątynia została wybudowana w ciągu czterech lat. Wykonanie projektu zostało powierzone poznańskiemu architektowi Adamowi Ballenstedtowi. Przygotował on pięć wariantów projektu nowego kościoła. Gdy w 1930 roku rozpoczęła się budowa świątyni okazało się, że fundamenty pod nawą muszą być wykopane o 10 metrów głębiej niż zaplanowano, a pod wieżą – jeszcze głębiej. Teren, na którym stoi świątynia, był bardzo niestabilny. Niestabilność była spowodowana wcześniejszym wybieraniem gliny dla potrzeb cegielni. Świątynia – której patronem został święty Antoni, doktor Kościoła, wielki kaznodzieja i opiekun ludzi potrzebujących – została zbudowana w latach 1930–1934. Na budowniczego i przyszłego proboszcza nowej parafii został wyznaczony ks. Józef Knosała, wikariusz parafii św. Jadwigi. Uroczystość poświęcenia kamienia węgielnego odbyła się w dniu 28 czerwca 1931 roku. W 1931 roku świątynia otrzymała dach. W dniu 1 lipca 1932 roku poświęcono pierwszy dzwon o nazwie „Magdalenka”. Budowla uroczyście została poświęcona w dniu 9 września 1934 roku. Uroczystości przewodniczył ks. biskup katowicki Stanisław Adamski.

## Architektura
Kościół został wzniesiony w stylu modernizmu w postaci jednoprzestrzennego wnętrza na planie prostokąta. Elewacje wykonane są z kamienia i nieotynkowanej cegły. W fasadzie wejściowej oraz w ścianie prezbiterium znalazły się koliste otwory okienne o średnicy 5,5 m, na których z zewnątrz umieszczono odpowiednio: krucyfiks oraz krzyż z literami Alfa i Omega.

### Wnętrze
Korpus nawowy oparto o siedem przęseł i przykryto sklepieniem beczkowym pokrytym kryształowym wzorem. Retabulum ołtarza głównego autorstwa Bogusława Langmana przedstawia św. Antoniego z Padwy i lud śląski, nad nim umieszczono witraż przedstawiający widzenie św. Antoniego, po bokach znalazły się witraże ukazujące Adorację Najświętszego Sakramentu oraz Chrystusa Zmartwychwstałego. Nad emporą znajduje się witraż nawiązujący do przedstawienia typu Veraicon. Pozostałe witraże przedstawiają Pietę i Mistycznego (Wielkanocnego) Baranka, w korpusie nawowym umieszczono także ornamentalne witraże, wszystkie zaprojektował Dezydery Mocznay.

## Galeria

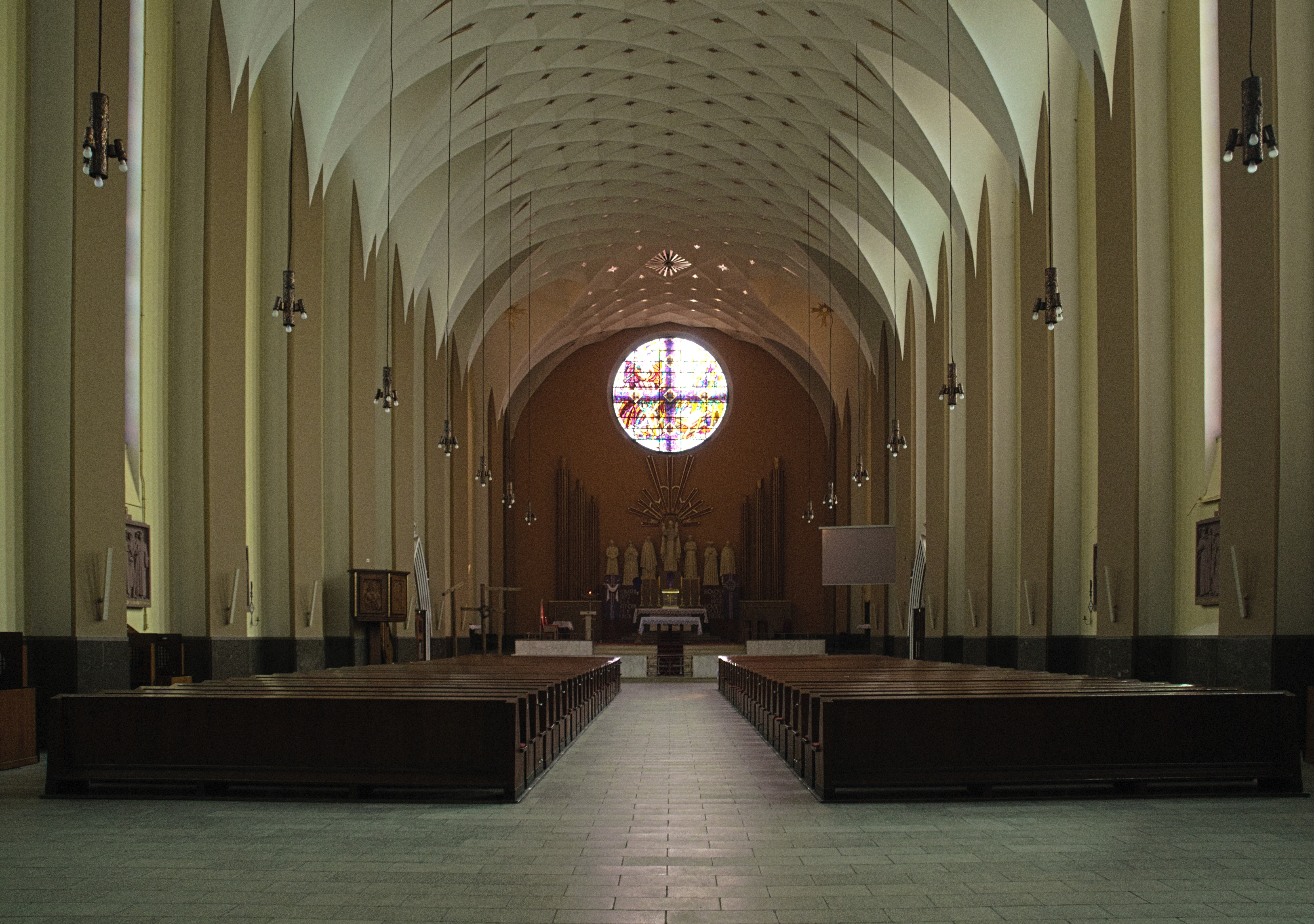
Wnętrze kościoła, sklepienie (2019)
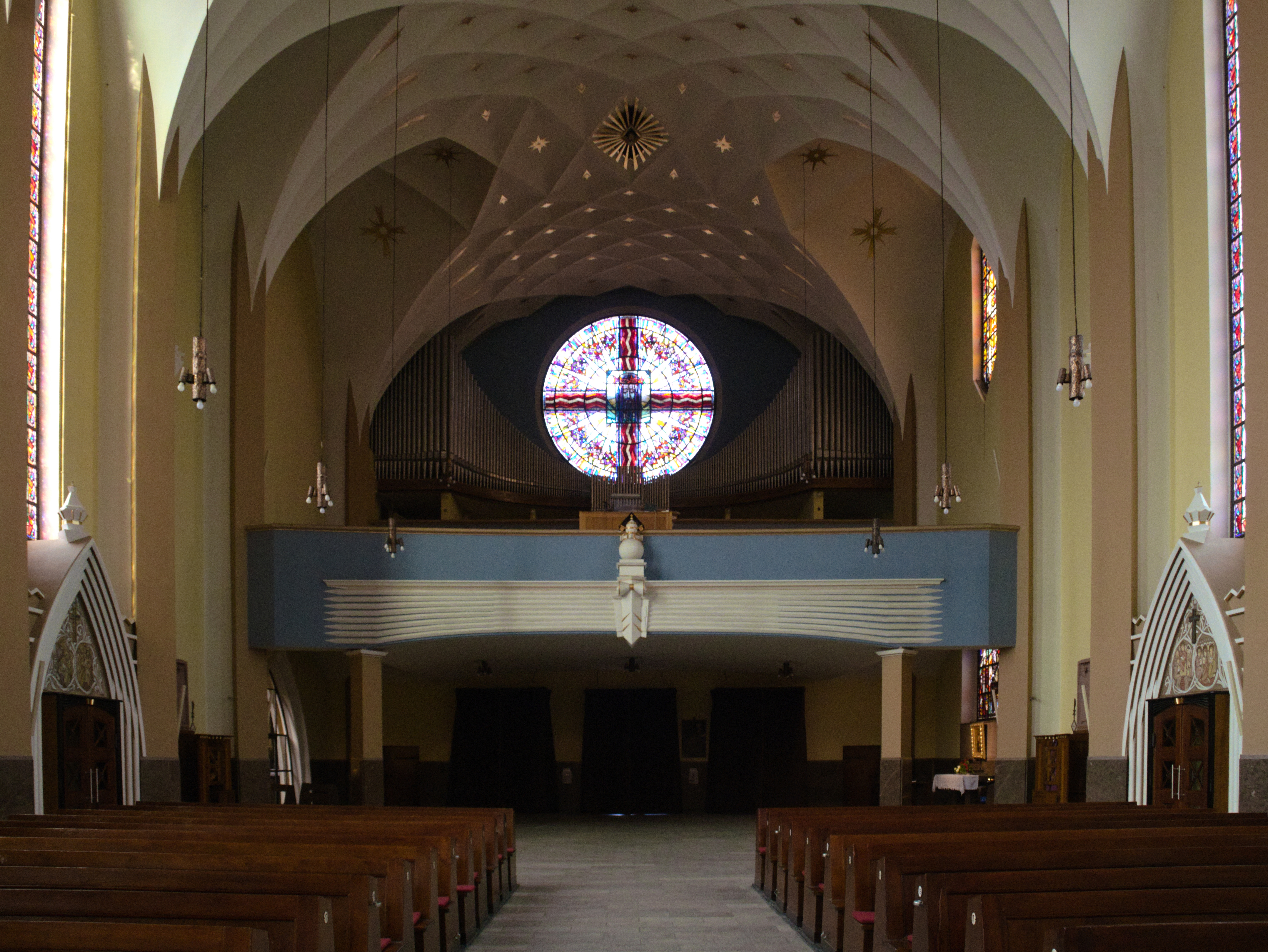
Empora (2019)
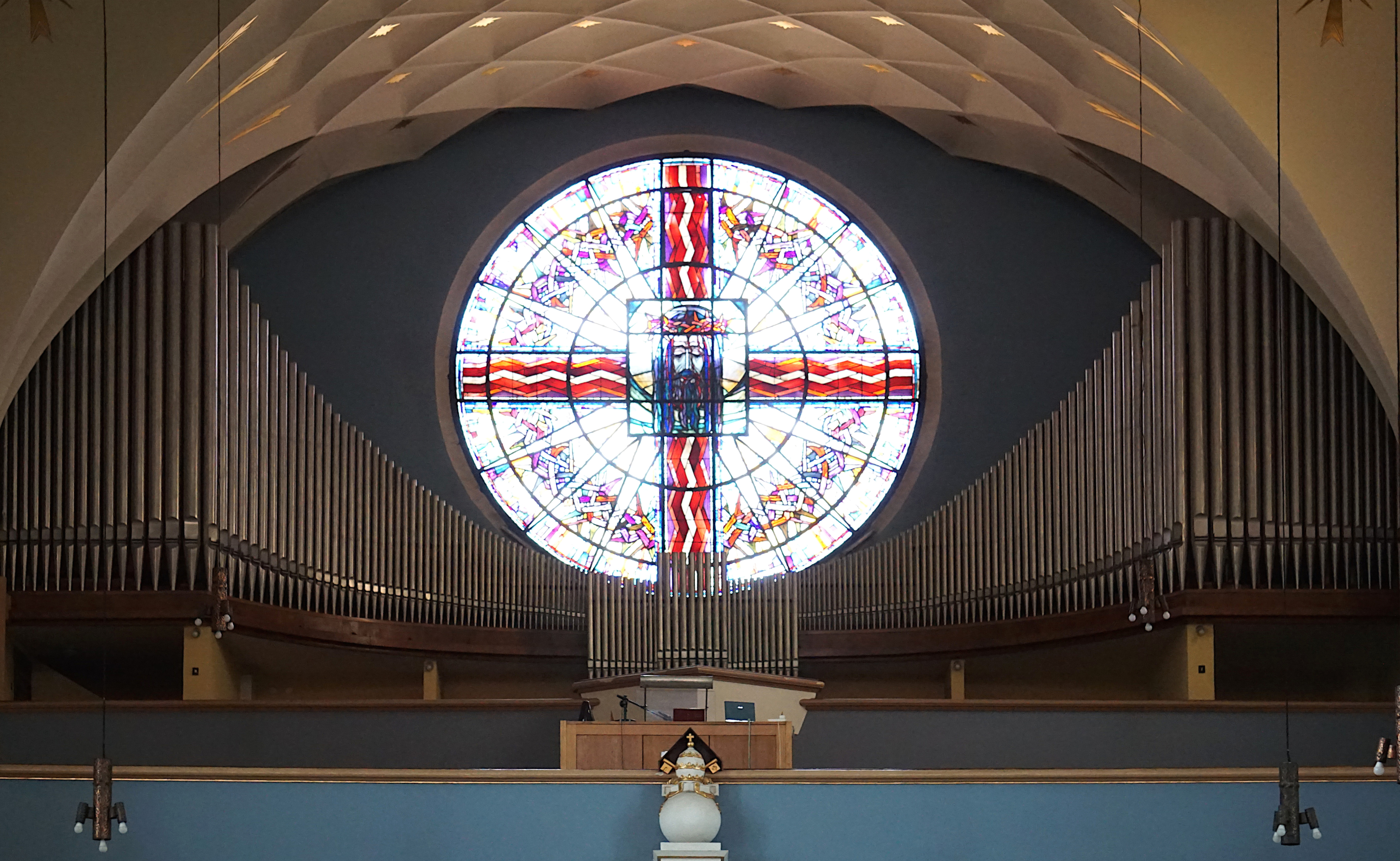
Prospekt organowy z roku 1973
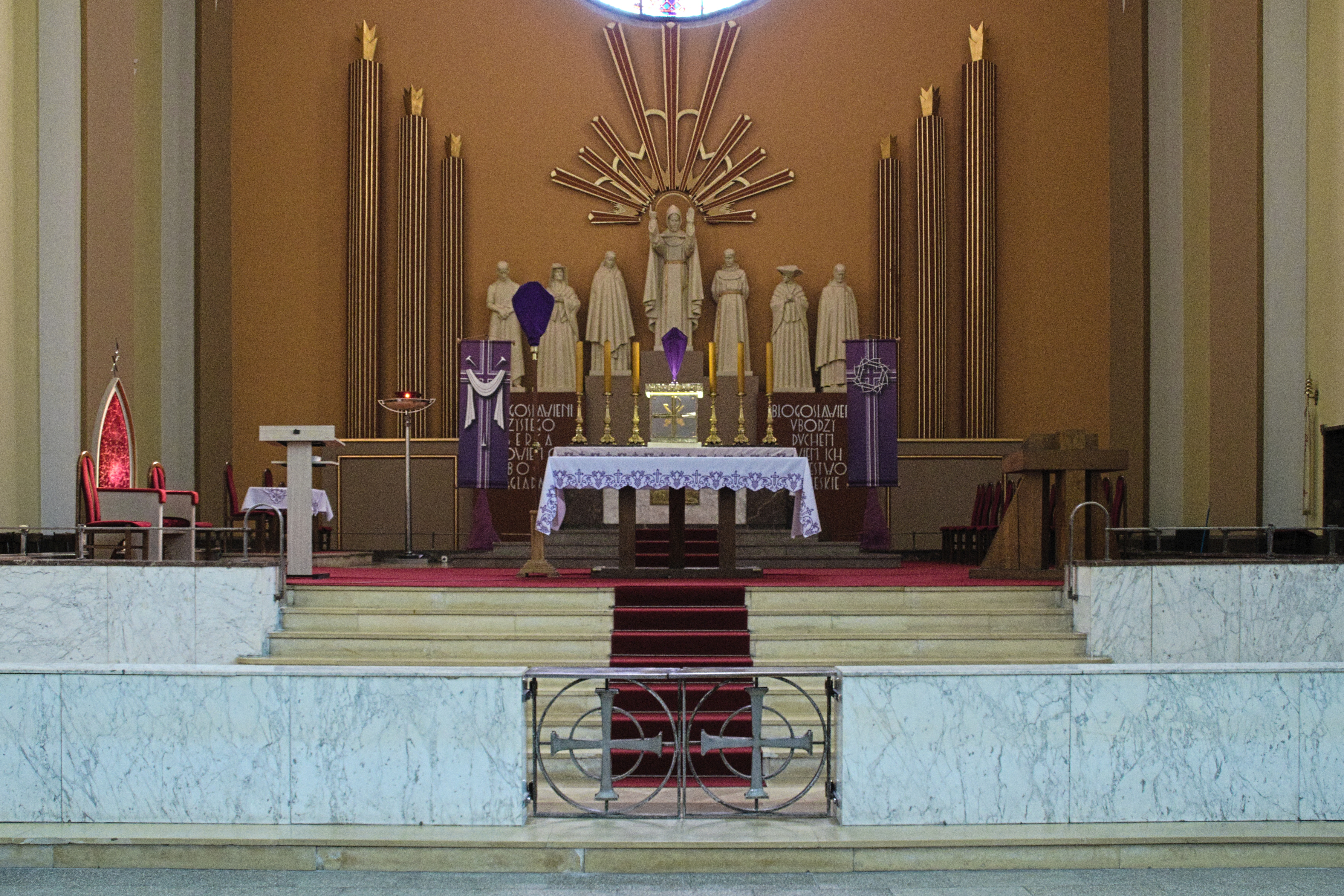
Ołtarz i retabulum (2019)
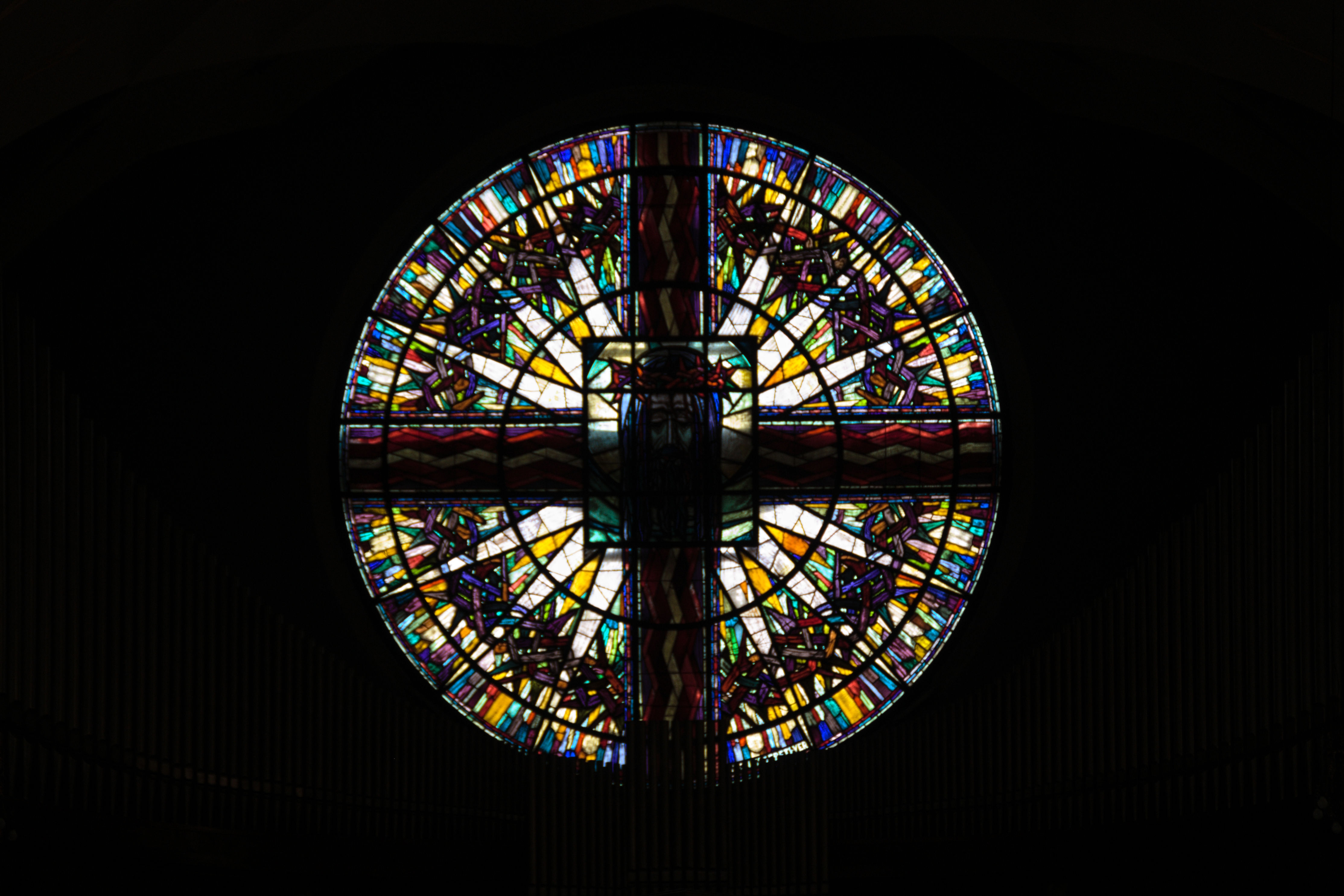
Witraż nad prospektem organowym (2019)
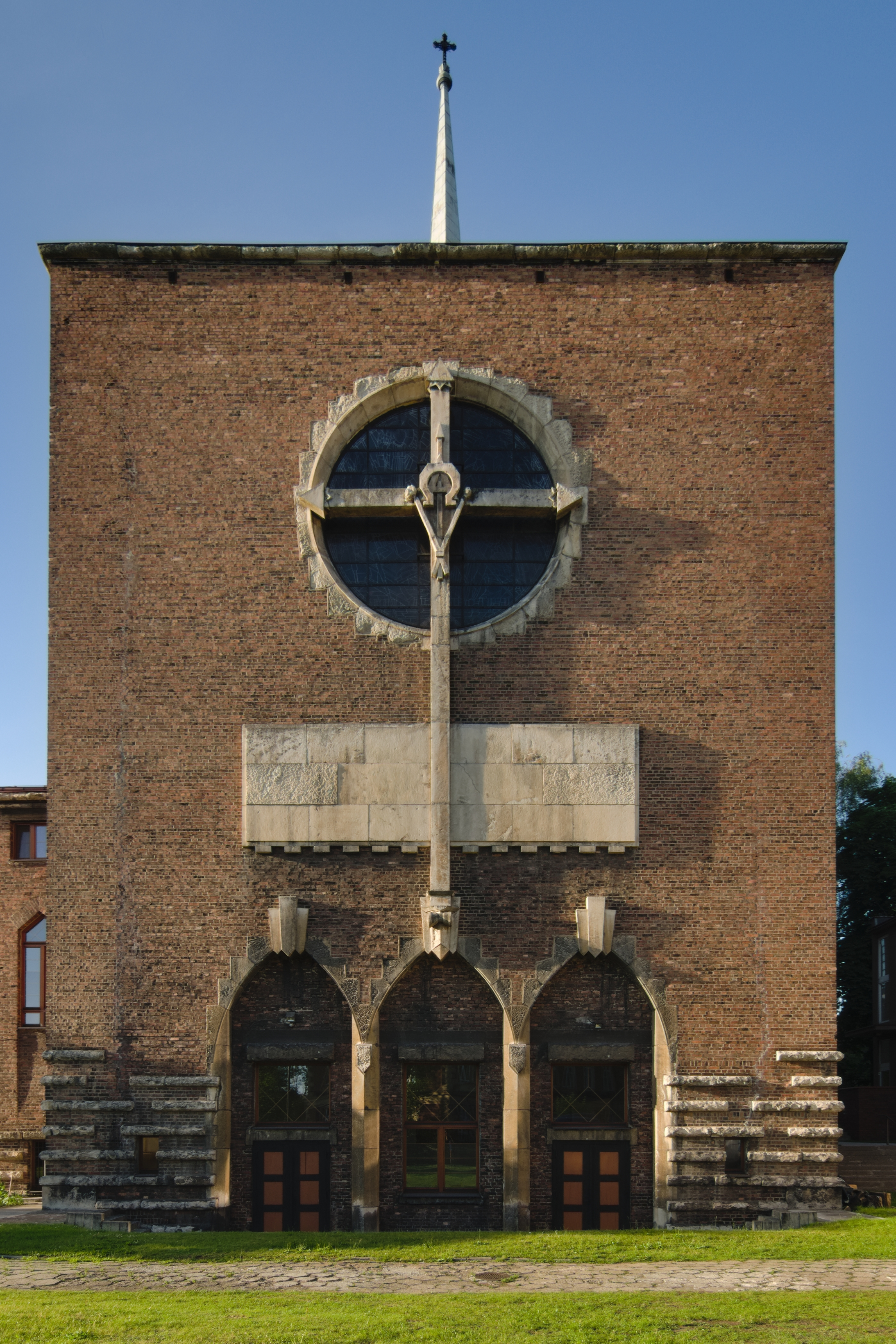
Elewacja południowa (2022)
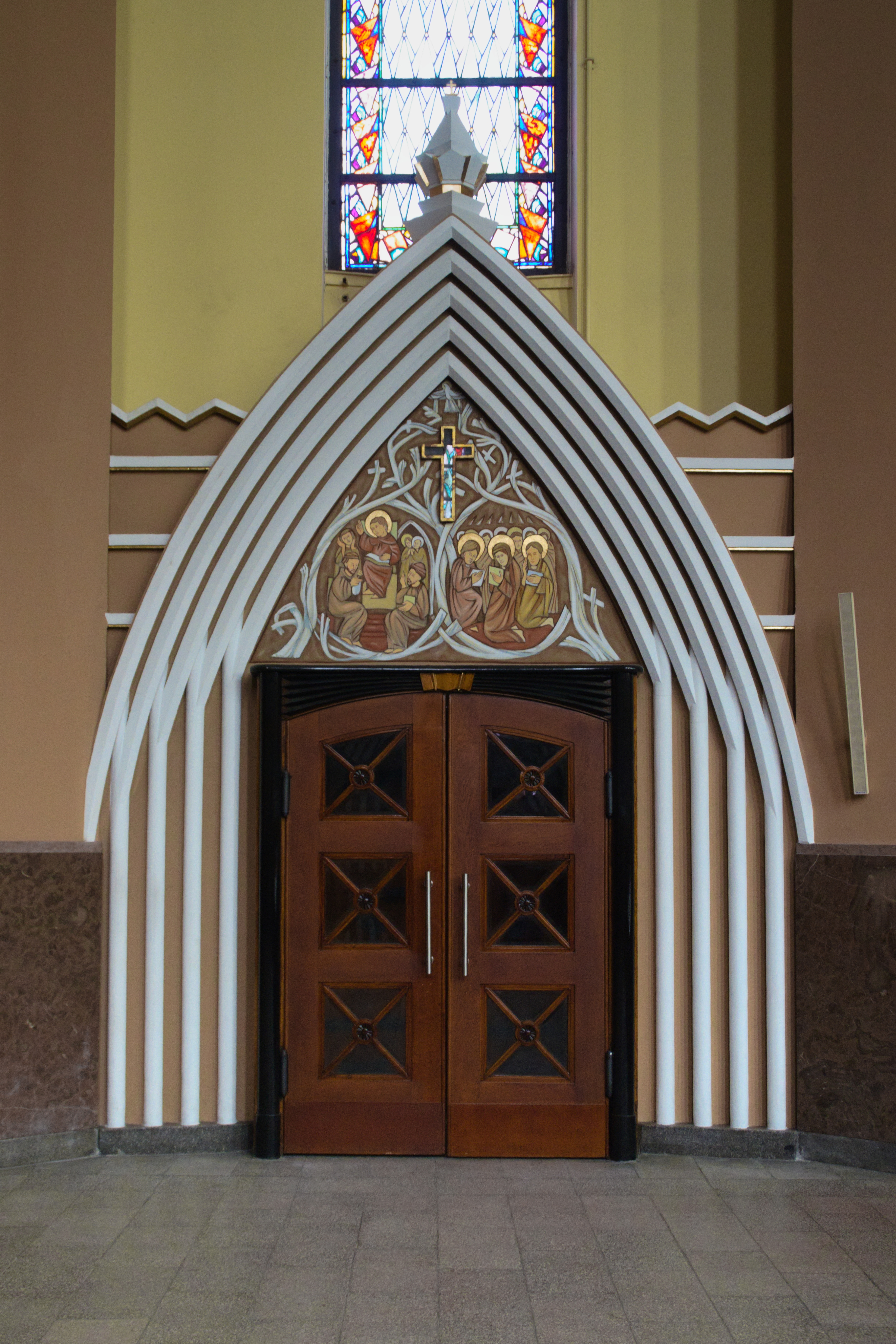
Portal i boczne drzwi do kościoła (2019)
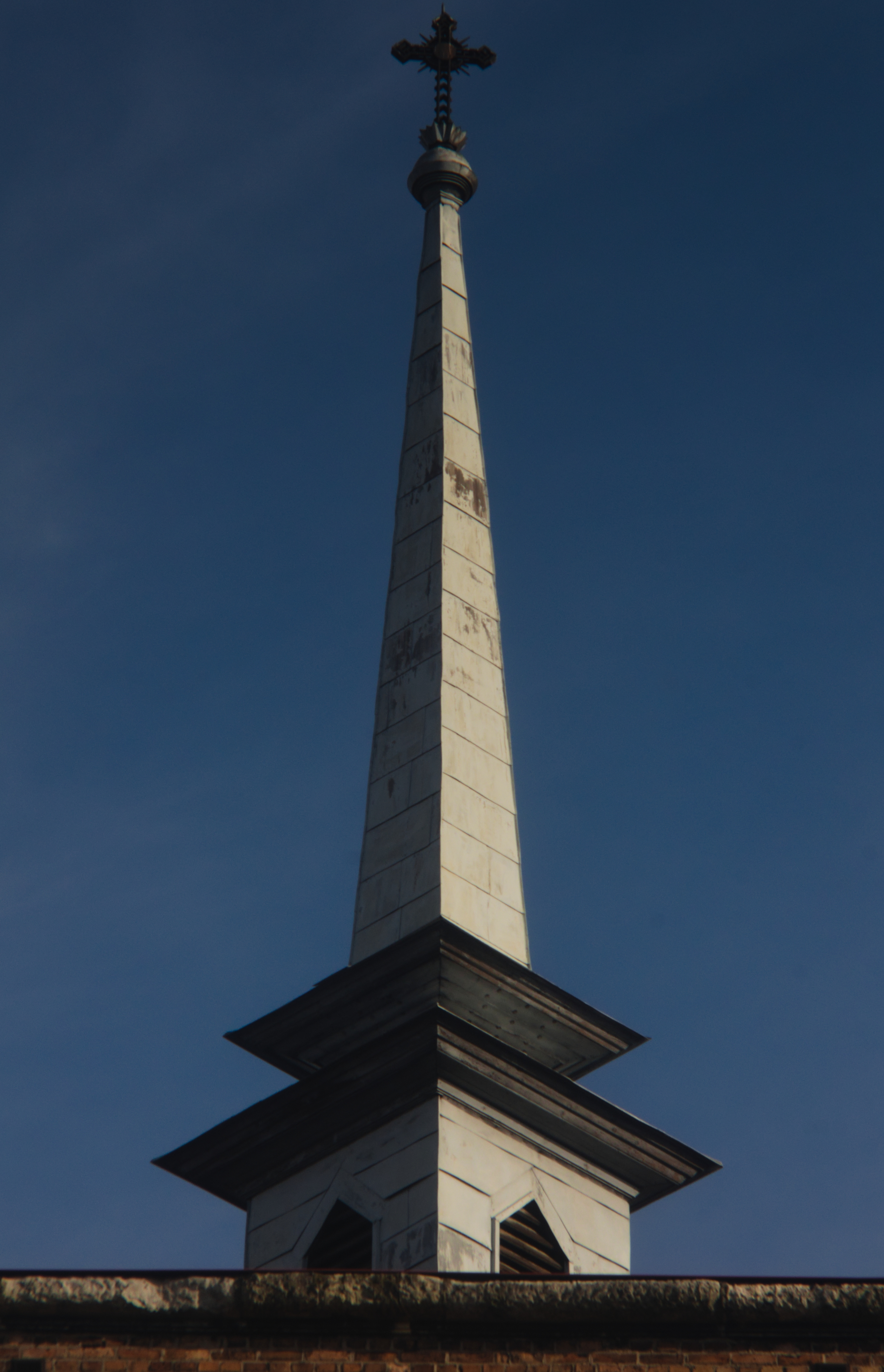
Wieżyczka (2019)